# مرجان‌های بادبزنی
مرجان‌های بادبزنی (نام علمی: Melithaea) نام یک سرده از راسته مرجان نرم است.